# Balingoan
Balingoan é um município de  quinta classe de renda municipal (d) na província Misamis Oriental, nas Filipinas. De acordo com o censo de 1 de maio  de  2020 possui uma população de 11 020 pessoas e 2 585 domicílios.